# Emploi atypique
Un emploi atypique est un euphémisme utilisé pour décrire une situation d’emploi précaire: à temps partiel, sans possibilité de carrière, temporaire, autonome à compte propre, ou en cumul d’emplois.
Par exemple, l'emploi temporaire et non conventionnel représente 11 % des emplois au Canada, et l'emploi atypique représente 35 % des emplois. En sociologie, un emploi atypique (ou une forme particulière d'emploi) peut également se définir comme étant un emploi qui n'est pas un contrat à durée indéterminée (CDI) à temps plein. Ainsi, les contrats à durée déterminée (CDD), les emplois aidés, le travail en intérim, le travail à temps partiel et d'autres formes d'emplois constituent les emplois atypiques. Attention[évasif], un emploi atypique n'est pas forcément un emploi précaire[réf. incomplète].